# ダーファ・テクノロジー
ダーファ・テクノロジー（Dahua Technology）、浙江大華技術として知られる、浙江大華技術股份有限公司（浙江大华技术股份有限公司）、略称では大華股份（大华股份）ないし大華技術（大华科技）は、中華人民共和国杭州市に本拠を置く監視カメラ設備などを扱う企業で、2015年の時点でこの分野における世界第2位の市場占拠率をもっている。

## 沿革
ダーファ・テクノロジーは、傅利泉 (Fu Liquan) が創業した。
2008年5月20日、ダーファ・テクノロジーは深圳証券取引所中小企業向け市場に上場し、株式銘柄の略称は「大華股份（大华股份）」となり（SZSE: 002236）、当初発行株式数は1680万株、発行後総資本は6680万株となった。2013年8月、同社が開発した強い妨害系統に抵抗する電源スイッチ制御信号発生回路（抗强干扰的系统电源开关控制信号发生电路）に、国家知識産権局が発明権利証書を発行した。2015年、同社は営業収入 100.78億元、純利益 13.81億元（人民元）を達成した。
2016年9月、アメリカ合衆国のジャーナリストであるブライアン・クレブスが運営するウェブサイト「KrebsOnSecurity.com」に対して、史上最大級のDDoS攻撃が仕掛けられ、それがボットネットによるものであることが判明した。インターネットサービスプロバイダの Level 3 Communications によれば、このボットネットで最も広く見られた感染機器は、ダーファ製品やダーファがOEMを受けて生産した監視カメラやハードディスク・レコーダー (DVR) であったという。百万台近くのダーファ製品が、「BASHLITE」というマルウェア（不正プログラム）に感染していた。ダーファのカメラの大部分には脆弱性があり、「機器の動作を制御している Linux のオペレーティング・システムに、文字数が多過ぎる適当なユーザ名で入れば、誰でも機器を完全に支配できた」という。これが悪用され、マルウェアがインストールされて「DDoS攻撃にも、ランサムウェアを使った強要にも」使えるようになっていた。
2017年3月には、ダーファのカメラやレコーダーの多くに、バックドアが存在していたことを、フォーチュン500に数えられる某社のために調査していたセキュリティ・リサーチャーが発見した。この脆弱性は、某社の社内ネットワークに繋がっていたカメラを使い、社のファイアウォールをすり抜けて中国へデータを流出させていた。ウェブ・ブラウザを使ってこの脆弱性を突くと、権限のない者でも、機器を操作する者のユーザ名やパスワードのデータベースを遠隔操作でダウンロードすることができたため、アクセスが可能になっていた。ダーファは11種の機種について、この脆弱性を修復するためにファームウェアを更新した。しかし、セキュリティ・リサーチャーたちは、この更新されたファームウェアにも同様の脆弱性が残されており、プログラム（コード）内の別の位置に移されただけであることを発見した。リサーチャーたちは、これを意図的な欺瞞であるとした。
2018年時点でダーファは、業界首位のハイクビジョンに次ぐ世界シェアを占めており、中国の2社が全世界シェアの4割以上を占める状況となった。新疆ウイグル自治区のウイグルに対する大量監視に関わっており、2018年以降の米中貿易戦争が行われる中で2019年10月にアメリカ合衆国商務省産業安全保障局は新疆のウイグル族をはじめ、中国における少数民族や少数宗派に対する監視に関与しているとしてダーファを制裁すると決定し、10月8日にダーファ・テクノロジーを含む28の中国企業等を輸出管理規則、エンティティ・リストの掲載企業に基づき、取引規制の対象とした。

## ダーファ・テクノロジーをめぐる各国の動き
アメリカ合衆国商務省産業安全保障局によるエンティティ・リストの掲載企業である。